# بشت أحسائي
البشت الأحسائي السعودي أوالمشلح الأحسائي السعودي يعرف عمومًا في اللهجات الخليجية والسعوديّة بالبشت الحساوي، هو عباءة منتجة على يد خياطي الأحساء. ومهنة خياطة البشوت فيها تعد في طليعة المهن الحرفية الأحسائية. وأكسبت البشت الحساوي شهرة لجودة صناعته يدويًا وحرفية حياكته ودقتها منذ القدم، وتعتبر منطقة الأحساء المورد الرئيسي للمشالح لأسواق السعودية والخليج.
وتعد الأحساء من مراكز صناعة البشوت في شرق السعودية ومنها انتقلت عبر هجرات الأسر الحرفيين إلى الدول الخليج والشام والعراق، وقد توارث أبناء تلك الأسر المهنة. 
يتميز البشت الأحسائي بتطرز حواشي الفتحات بخيوط الزري، فهو لباس رسمي يرتديه رجال الدولة والأعيان وكبار شخصيات البلاد، كما يلبسه العرسان في حفل الزواج.

## نوعيته
تتميز البشت الحساوي بجودة صناعته وحياكته يدوية والخيوط الزري، وهي خيوط حريرية تتخذ عادة اللونين الذهبي والفضي. والزري هو خيوط حريرية تتخذ عادة لوني الذهب والفضة وأحيانا يقوم البريسم الحريري مقام الزري. يصنع من الأقمشة المختلفة، وهي الحرير والقطن والصوف.

## حياكته

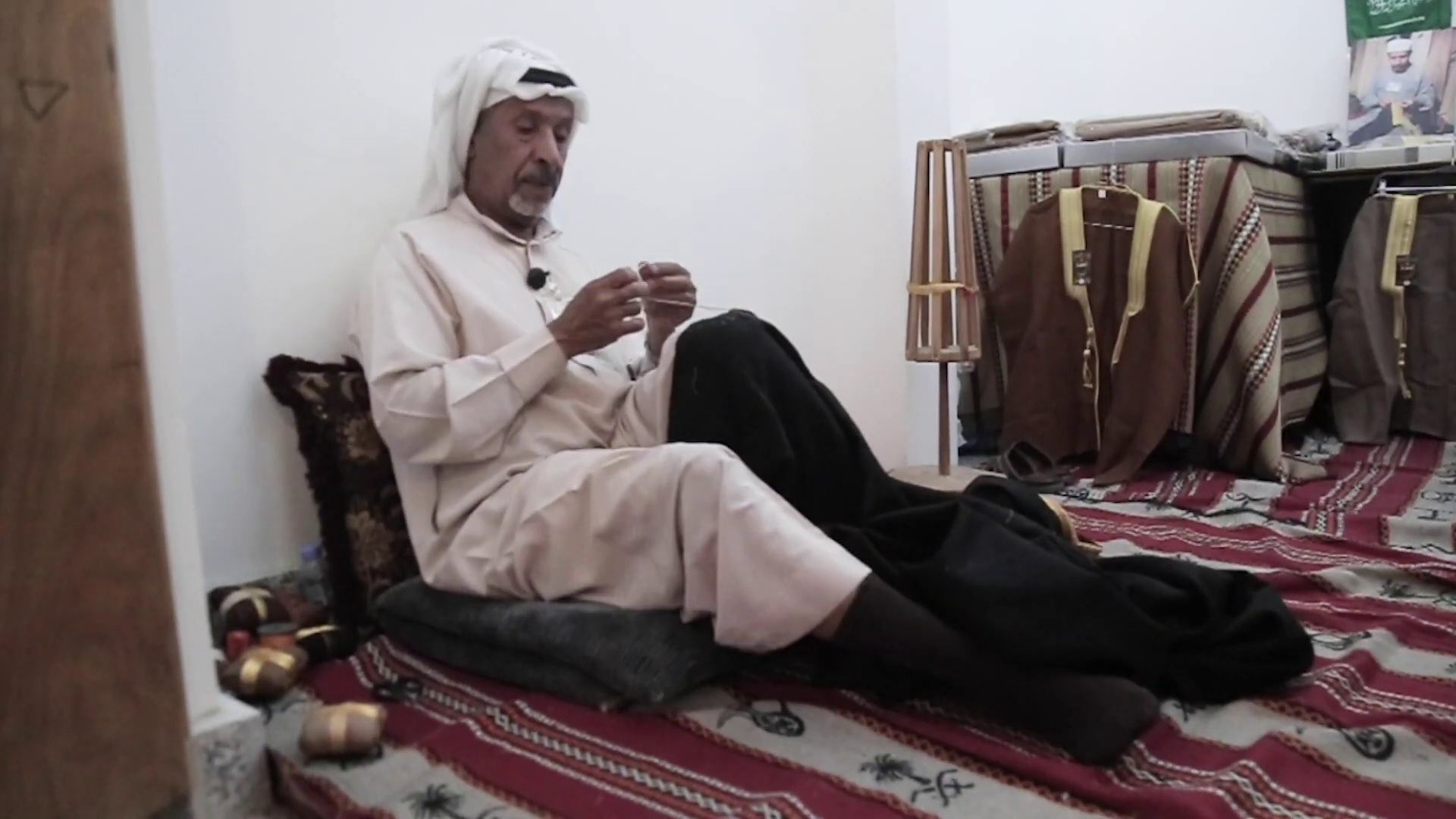
أحد صناع المشالح في الأحساء يعمل على خياطة مشلح أحسائي، في غرفته بالسوق الحرفيين بالأحساء، هو سوق الحرف اليدوية الأحسائية في الهفوف.

يُخَاط المشلح أو العباءة على مراحل، ويختص كل شخص أو مجموعة بمرحلة معينة.
تبدأ الحياكة بعملية الترسيم بحسب المقاسات، بعد ذلك تتم عملية السراجة وتوضع البطانة وهي قطعة قماش أقرب إلى لون الزري للتقوية، ثم السموط أي الفراش، وبعد ذلك التركيب الفوقي للطوق، ثم تأتي مرحلة الهيلة وهي حشو الزخرفة. وبعده، يتم التركيب التحتي للداير ثم البروج وعندها يُركَّب الزري كنقشة أخيرة، وتأتي البردخة في المرحلة الأخيرة، حيث يوضع الزري المخاط على قطعة خشب ويطرق بمطارق خاصة لصقله.
عن تطريز الزري في الأحساء، هناك أسر مختصصة بهذه الصناعة وأخذه خامًا من مورديه وإعداده وتجهيزه على طيات وأكوار (جمع كور وهو مطوية من الخيوط يبلغ طولها آلاف الأمتار) وبكرات وبيعه على خياطي المشالح والعبي وعلى مطرزي أثواب النساء. وقد يعمل هؤلاء في بيوتهم ويشتغلون رجالًا وصبيانًا في هذه الحرفة الدقيقة. ويعتبر التطريز بالزري حرفة فنية أخرى قائمة بذاتها.

## مهرجان البشت الإحسائي
هو مهرجان تنظمه وزارة الثقافة السعودية في مدينة الأحساء، وأقيمت النسخة الأولى منه عام 2022م بهدف الاحتفاء بالعناصر الثقافية المميزة للمملكة العربية السعودية. كما أقيمت النسخة الثانية من مهرجان البشت الحساوي في الفترة من (13ديسمبر - 22 ديسمبر 2023م). ويقدم المهرجان أنشطة عديدة منها معرض البشت الحساوي المعاصر، وورش عمل تأخذ الزوار في رحلة يتعرفون خلالها على تقنيات صناعة البشت الحساوي وأنواعه والمواد المستخدمة في حياكته وخياطته وأندر أنواعه، كما يستعرض معرض "رحلة البشت" مراسم ارتداء البشت في السعودية.